# Hospital y clínicas de la Universidad de Wisconsin
El Hospital y clínicas de la Universidad de Wisconsin (por sus siglas en inglés, UWHC o UW Hospital and Clinics) es un centro médico académico de la ciudad de Madison, Wisconsin. Hay ochenta y cinco clínicas ambulatorias y un hospital de 566 camas. Hay veintiuno unidades en el hospital y ochenta y una clínicas.

## Historia
El hospital se fundió en 1924. En el momento, UWHC fue situado en Avenida Universidad 1300 y era conocido como Wisconsin General Hospital. La legislatura de Wisconsin estableció UWHC. Antes de ocurrir, había clases de "las ciencias especiales" y otras de cuidado de la salud. Estos cursos se ofrecían a través de la apertura del hospital. 1925 era cuando un programa de grado en medicina de cuatro años fue creado. En 1940, el Laboratorio de McArdle para Investigación de cáncer se estableció y fue la primera institución de cáncer de la ciencia en una institución académica en la nación. En 1979, UWHC se mudó a su actual ubicación, a 600 Highland Avenue. UWHC llegó a ser reconocido como una autoridad pública el 29 de junio de 1996.

## Descubrimiento
Ha habido muchos descubrimientos de ciencias de la salud desde la apertura del hospital. Por ejemplo, en la década de 1930, la técnica de cirugía micrográfica de Mohs fue desarrollada por el Dr. Frederic Mohs y todavía se utiliza para tratar el cáncer de piel hoy. Luego, en 1941, el Dr. Harold P. Rusch descubrió que la luz ultravioleta causa cáncer de piel. En los años 1960, el Dr. Derek Cripps encontró algunos compuestos que bloquean la luz ultravioleta e hicieron la fundación para factores de protección del sol. Aparte de estos ejemplos, se han producido muchos otros descubrimientos médicos relacionados con  la investigación del cáncer, el sistema inmune y la célula de vástago. Los investigadores de UW Health siguen encontrando nuevos métodos del tratamiento por varios problemas de salud.

## Reconocimiento
- En el US News & World Report, el hospital estaba clasificado en los primeros cincuenta de los mejores hospitales de América.
- El hospital ha sido reconocido como el mejor hospital de la nación para el tratamiento del cáncer, pediatría, oftalmología, especialidades quirúrgicas y trasplantes de órganos.[1]
- Basado en la Base de Datos Nacional de Indicadores de calidad, UWHC es el centro médico número uno para la calidad a nivel nacional de enfermería.
- En los Best of Wisconsin Business Awards, UWHC era el mejor hospital en Wisconsin en el Corporate Report Wisconsin.[4]
- El doctor en medicina, Donald Trump, dirigió una de las primeras investigaciones sobre la dosis de taxol, una droga para el tratamiento de cáncer. La droga proviene de la corteza de los árboles de tejo del Pacífico.
- En el año 2003, Thomas R. Mackie (doctor de filosofía) y Minesh Mehta (doctor de medicina) crearon "tomotherapy", que utiliza una máquina de "tomotherapy" para "detectar y definir" un tumor de cáncer y luego entregar la radiación al tumor.[6]